# Suipinima marginalis
Suipinima marginalis är en skalbaggsart som beskrevs av Martins och Maria Helena M. Galileo 2004. Suipinima marginalis ingår i släktet Suipinima och familjen långhorningar. Inga underarter finns listade i Catalogue of Life.